# ハム太郎とっとこうた
「ハム太郎とっとこうた」（ハムたろうとっとこうた）は、ハムちゃんずによる楽曲。テレビアニメ『とっとこハム太郎』のオープニングテーマ。続編として「ハム太郎とっとこうた つづきでちゅ」「ハム太郎とっとこうた またつづきでちゅ!」が存在するほか、カバー曲やアレンジバージョンも同テレビアニメに起用されている。
元々は原作者である河井リツ子が鼻歌で作った楽曲を採譜・編曲したものである。
テレビアニメの主題歌として起用される以前にも、1997年発行の小学館ワンダーランドブックス『とっとこハム太郎』に「ハム太郎の飼い主のゆかりちゃんが作った曲」という設定で楽譜と歌詞が掲載されており、1999年発表のOVA『とっとこハム太郎 アニメでちゅ!』の主題歌にも起用されている。
テレビアニメ主題歌版の編曲は岩﨑元是が担当。
また、テレビアニメの劇中では第9話の後半にて、ハムちゃんずの団歌として歌われた。

## リリース
日本コロムビアより、『とっとこハム太郎』の主題歌CDとして発売。

### ハム太郎とっとこうた
2000年9月30日に発売。ジャケットは12cm仕様、ディスクは8cmシングルCD。
1. ハム太郎とっとこうた
  - テレビアニメ『とっとこハム太郎』オープニングテーマ。
2. 200%のジュモン
  - 作詞：白峰美津子、作曲：岩崎元是、歌：team le TAO。テレビアニメ『とっとこハム太郎』エンディングテーマ。
  - 日本国外から日本音楽著作権協会 (JASRAC) に払われる国内作品の著作権使用料分配額では2006年度（2006年4月から2007年3月[2]）の年間8位[3]に入った。
3. ハム太郎とっとこうた(オリジナル・カラオケ)
4. 200%のジュモン(オリジナル・カラオケ)

### ハム太郎とっとこうた つづきでちゅ
2001年12月1日発売。ジャケットは12cm仕様、ディスクは8cmシングルCD。
1. てをつなごう
  - 作詞：多聞美一、作曲：岩崎元是。テレビアニメ『とっとこハム太郎』エンディングテーマ。
2. ハム太郎とっとこうた つづきでちゅ
  - テレビアニメ『とっとこハム太郎』オープニングテーマ。
3. ハッピーハムハムバースデイ
  - 作詞：多聞美一、作曲：岩崎元是。OVA『ハム太郎のおたんじょうび』主題歌。
4. てをつなごう(オリジナル・カラオケ)
5. ハッピーハムハムバースデイ(オリジナル・カラオケ)

### ハム太郎とっとこうた またつづきでちゅ
2002年10月19日発売。
1. ハム太郎 とっとこうた
2. ハム太郎とっとこうた つづきでちゅ
3. ハム太郎とっとこうた またつづきでちゅ!
  - テレビアニメ『とっとこハム太郎』オープニングテーマ。
4. すてきな なつの おくりもの〜ハムハムホリデイ、いつまでも〜
  - 作詞：多聞美一、作曲：岩崎元是。OVA『ハムちゃんずの宝さがし大作戦』主題歌
5. すてきな なつの おくりもの〜ハムハムホリデイ、いつまでも〜(オリジナル・カラオケ)

## アルバム収録
- とっとこよろしく!ハムちゃんず とっとこハム太郎 おうた+メッセージコレクション（2000年12月1日発売）
- とっとこハム太郎 音楽集 とっとことことんみゅーじっくなのだ!（2000年12月21日発売）
- とっとこハム太郎ソングコレクション とっとこうたおう　ハムハムソング!（2000年12月21日発売）
- とっとこうたおうハムハムソング2（ちゅう！）（2001年6月1日発売）
- とっとこハム太郎 ベストソングコレクション（2002年2月21日発売） - 「つづき」含む
- 「劇場版とっとこハム太郎 ハムハムランド大冒険」オリジナルサウンドトラック（2002年3月1日発売）
- とっとこハム太郎 ソングアルバム ハムハムカレンダーソングス（2003年2月21日発売）
- 「劇場版とっとこハム太郎 ハムハムハムージャ! 幻のプリンセス」オリジナルサウンドトラック（2003年3月26日発売）
- とっとこハム太郎 ぜ〜んぶ ハムハムソング♪（2004年3月17日発売） - 「つづき」「またつづき」含む
- とっとこハム太郎 ソングコレクション 全主題歌集 ハム太郎 主題歌集の決定盤（2005年6月22日発売） - 「つづき」「またつづき」含む
- とっとこハム太郎 みんな大好き!ハムハムソング（2005年7月20日発売） - 「つづき」「またつづき」含む

その他、日本コロムビアから発売されたアニメソングや子供向け楽曲のコンピレーション・アルバムにも収録されている。

## カバー・アレンジ
カバー
- 伊藤健太郎 - アルバム『新・百歌声爛 男性声優編』（2010年4月14日発売）に収録。
- Ra*bits & 流星隊 - シングル『あんさんぶるスターズ!! COVER SONG SERIES vol.2』（2022年7月24日発売）に収録。

アレンジ
- ハム太郎とっとこうた 〜ハム太郎ソロ・バージョン〜（歌：ハム太郎（間宮くるみ）） / ハム太郎とっとこうた 〜ハムちゃんず合唱ヴァージョン〜 - アルバム『おうた+メッセージコレクション〜とっとこよろしく!ハムちゃんず』（2000年12月1日発売）収録。
- ハム太郎とっとこうた 〜ぜんぶはいってまちゅ〜（歌：千秋 with ハムちゃんず） - 『とっとこハム太郎』『とっとこハム太郎 はむはむぱらだいちゅ!』オープニングテーマ。『とっとこハム太郎』で使用されたバージョンはCD未収録で、『とっとこハム太郎 はむはむぱらだいちゅ!』で「ハム太郎とっとこうた～ノリノリでちゅ～」として使用されたバージョンが前記のタイトルで千秋 with KABA.ちゃんのシングル『つらいね赤ちゃん!/最近ハヤリのメイク歌』（2004年7月7日発売）に収録。CD音源は「つづき」「またつづき」の歌詞を加えたロングバージョン。
- ハム太郎とっとこうた 〜オーケストラバージョン - 映画『劇場版 とっとこハム太郎 ハムハムグランプリン オーロラ谷の奇跡 リボンちゃん危機一髪!』で使用。同映画のサウンドトラック（2004年12月22日発売）に収録。「つづき」「またつづき」の歌詞を加えたロングバージョン。
- ハム太郎とっとこうた 〜和風バージョン - 映画『劇場版とっとこハム太郎 ハム太郎とふしぎのオニの絵本塔』で使用。同映画のサウンドトラック（2005年9月21日発売）に収録。「つづき」「またつづき」の歌詞を加えたロングバージョン。
- ハム太郎とっとこうた2005 - 『とっとこハム太郎 はむはむぱらだいちゅ!』オープニングテーマ。シングル『ハム太郎とっとこうた2005』（2005年5月18日発売）に収録。
- ハム太郎とっとこうた2006 - 『とっとこハム太郎 は〜い!』オープニングテーマ。CD未収録。
- ハム太郎とっとこうた2011 - 『とっとこハム太郎 でちゅ』オープニングテーマ。コロちゃんパック『とっとこハム太郎でちゅ うたうでちゅ』収録。
- ハム太郎とっとこうた2012（歌：ハムちゃんず with ハムさんちゅう） - 『とっとこハム太郎』（2012年版）オープニングテーマ。CD未収録。

2001年に放送された『第52回NHK紅白歌合戦』では、モーニング娘。とハムちゃんず、ミニハムずが出演して本楽曲が披露された。
2019年には関西電力の企業CM「ONE KANSAI」篇のコマーシャルソングとして、「つづき」のA面曲「てをつなごう」のアレンジバージョンが使用された。

## その他
- 2017年7月に開催されたRe:animation第10回がきっかけとなり、アニメソングを中心とするDJイベントなどで本曲を流すことが日本国内外で流行となった[6]。アイドルライブなどに倣い、曲に合わせてサークルモッシュを行ったり、コールやMIXを叫んだりするのが定番となっている[7]。
- 上記のDJイベントでの流行を受けて、2019年にさいたまスーパーアリーナで開催されたアニメソングイベント『Animelo Summer Live 2019 -STORY-』では、小倉唯・内田真礼がハム太郎の耳のかぶり物を付けて歌唱した[8]。
- 2020年7月に行われた、タイの反政府デモに本曲の替え歌が使われるようになった[9][10][11]。上記のDJイベントなどで使われているコールも使用されている[12]。